# Línguas japônicas
As línguas japónicas são uma família de línguas, que incluem o idioma japonês, tais como as línguas ryukyuanas faladas nas ilhas Ryūkyū. A família é amplamente aceita pelos linguistas e foi cunhada de "línguas japónicas" por Leon Serafim. A língua ancestral comum é denominada de idioma proto-japónico. A principal característica desta classificação é divisão na família, que resultou na separação de todos os dialetos  dos japoneses a partir de todas as variantes de Ryukyu. De acordo com Shiro Hattori, esta separação deu-se durante o período Yamato (250-710).

## Aspectos históricos, sociais e culturais
Não há uma prova definitiva universalmente aceita da relação entre as línguas japónicas e outras línguas, mas há várias teorias apoiadas em uma série de evidências:
- A teoria mais aceita relaciona as línguas japónicas com a antiga língua de Goguryeo. Outros vão mais além e incluem uma família que inclui também os idiomas Fuyu e Baekje.
- Outra teoria, também bastante aceita (embora durante muito tempo rechaçada por questões políticas) é a correlação com o coreano, uma vez que a gramática é praticamente igual, embora o léxico seja bastante diferente.
- Há uma teoria, aceita, mais ainda controversa, de que as línguas japónicas integram as línguas altaicas.
- Por último, há uma teoria relacionando as línguas japónicas às línguas do centro e sul do Pacífico, ou seja, às línguas malaio-polinésias. Esta hipótese é considerada improvável pela maioria dos linguistas[carece de fontes?]. Estudos lexico-estatísticos revelaram que o idioma moderno com o léxico mais parecido com as línguas japónicas é o uigur, idioma aparentado ao turco[carece de fontes?].

Em vista da ausência de provas incontestáveis, alguns vêem nessas semelhanças um simples "sprachbund" e que essas semelhanças são apenas resultados da convivência entre esses povos da Ásia Central ao longo de milénios[carece de fontes?].

## Classificação
- As línguas japónicas (ou japonês-ryukyuano) são:[4][5]

- Japonês (日本語)
  - Dialetos Hachijō (dialetos reservados às ilhas Hachijō-jima e Ilhas Daitō, incluindo Aogashima)
  - Principais ilhas:
    - Japonês orientais, cuja maioria dos dialetos provêm do leste de Nagoya.
    - Japonês ocidental, cuja maioria dos dialetos provém do oeste de Nagoya.
    - Kyushu, de Kyushu.
      - Satsugū, sul de Kyushu, arredores de Satsuma, por vezes separado do dialeto de Kyushu.
- Línguas ryukyuanas (琉球語)
  - Amami-Okinawa
    - Língua amami(奄美語)
    - Língua kunigami（国頭語）
    - Línguas okinawanas(沖縄語)

  - Sakishima
    - Língua miyako (宮古語)
    - Língua yaeyama (八丈語)
    - Língua yonaguni (与那国語)